# Nemuroglanis furcatus
Nemuroglanis furcatus är en fiskart som beskrevs av Ribeiro, Pedroza och Rapp Py-daniel 2011. Nemuroglanis furcatus ingår i släktet Nemuroglanis och familjen Heptapteridae. Inga underarter finns listade i Catalogue of Life.